# Agrilus subtropicus
Agrilus subtropicus är en skalbaggsart som beskrevs av Schaeffer 1905. Agrilus subtropicus ingår i släktet Agrilus och familjen praktbaggar. Inga underarter finns listade i Catalogue of Life.